# 山野忠彦
山野忠彦（やまの ただひこ、1900年6月25日 - 1998年9月25日）は、日本の樹医。日本で初めて自らを樹医と名乗り、各地の巨木・名木を枯死から救った。

## 来歴
大阪府の油問屋の息子として生まれたが、母は産後の肥立ちが悪く生後すぐにこの世を去った。幼くして実業家、山野丑松の養子になり、3歳のときに韓国の京城（現 ソウル特別市）に移住。朝鮮全土にガソリンを販売する石油代理店として財を成した。中央大学で学ぶため日本に帰ったが、勉強はせず芸者遊びに明け暮れ中退。しかし兵役検査の際に教官から「お前は山野の養子だな」と言われ、後に「あのころから私の性格はだんだん内向していった」と語っている。
1926年、忠彦26歳のときに丑松が死去。忠彦は義父の遺した莫大な財産を使い果たそうと考え、事業は継がず人夫を30人したがえて朝鮮各地の山にのぼった。5年で財産はなくなった。しかし中国人の勧めで不動産屋をはじめ、友人から借金して買った土地が数ヶ月で4倍の値になった。この事業でまた資産家になった。裕福になると不動産屋をやめ、ソウルの郊外に50万坪の村をつくり地主兼村長になった。集中豪雨の多発する地帯だったため植林をはじめ、一度は失敗したが数年後に1000本の桜を植えることに成功した。この経験から樹木との関わりができた。
しかし、太平洋戦争での敗戦後当時20億円あった朝鮮の資産は全て放棄させられ、大阪の焼け野原に引き揚げてきた。大阪では進駐軍から「日本の山にある鉱石の分布を調べてほしい」と依頼された。調査で山を巡ると、荒れ果てた姿に心を痛めた。1948年に調査を終えると、家族に樹医になる決意を伝えた。48歳であった。
それから昼は研究、夜は仕事という生活が始まった。1964年に治療の実験のため大阪市公園課の臨時職員になった。その五年後、木の治療のため全国行脚をはじめる。治療した樹木の数は1988年に1000本に達した。有名な木として静岡県磐田市の行興寺にある「熊野の長藤」や奈良県の法隆寺にある「法隆寺の松」が挙げられる。

## 受賞
- 朝日森林文化賞（1986年）

- 吉川英治文化賞（1988年）
- 環境庁地域環境保全功労者賞（1991年）

## その他
1990年には、公共広告機構のCMに出演した（ナレーター：中村健治、CMソング：西司「ON THE WAY TO HOMETOWN」）。撮影場所は、福岡県太宰府境内。当時開催されていた花の万博と絡めて、冒頭で「山野さんは、日本で初めての、木のお医者さん」というナレーションが加えられていた。

## 著書
- 『木の声がきこえる─樹医の診療日記』講談社 1989年